# Burial Chamber Trio
Burial Chamber Trio byla americká drone metalová kapela ze Seattlu založená roku 2006 americkým kytaristou/baskytaristou Gregem Andersonem (Goatsnake, Sunn O))), Burning Witch, Thorr's Hammer), australským multiinstrumentalistou Orenem Ambarchim a maďarským zpěvákem Attilou Csiharem známým především z působení v black metalových kapelách Tormentor a Mayhem.
Stejnojmenné debutové studiové album vyšlo v roce 2007 u amerického vydavatelství Southern Lord Records. Jedinou další nahrávkou kapely je koncertní EP z téhož roku pojmenované WVRM.

## Diskografie
Studiová alba
- Burial Chamber Trio (2007)

Živá alba
- WVRM (2007) – 10" picture disc